# Karl Gjellerup
Karl Adolph Gjellerup (n. 2 iunie, 1857 - d. 13 octombrie 1919) a fost un  scriitor danez, laureat al Premiului Nobel pentru Literatură în 1917.

## Motivația Juriului Nobel
"Pentru poetica sa  variată și bogată, inspirată din idealuri înalte".

## Date biografice

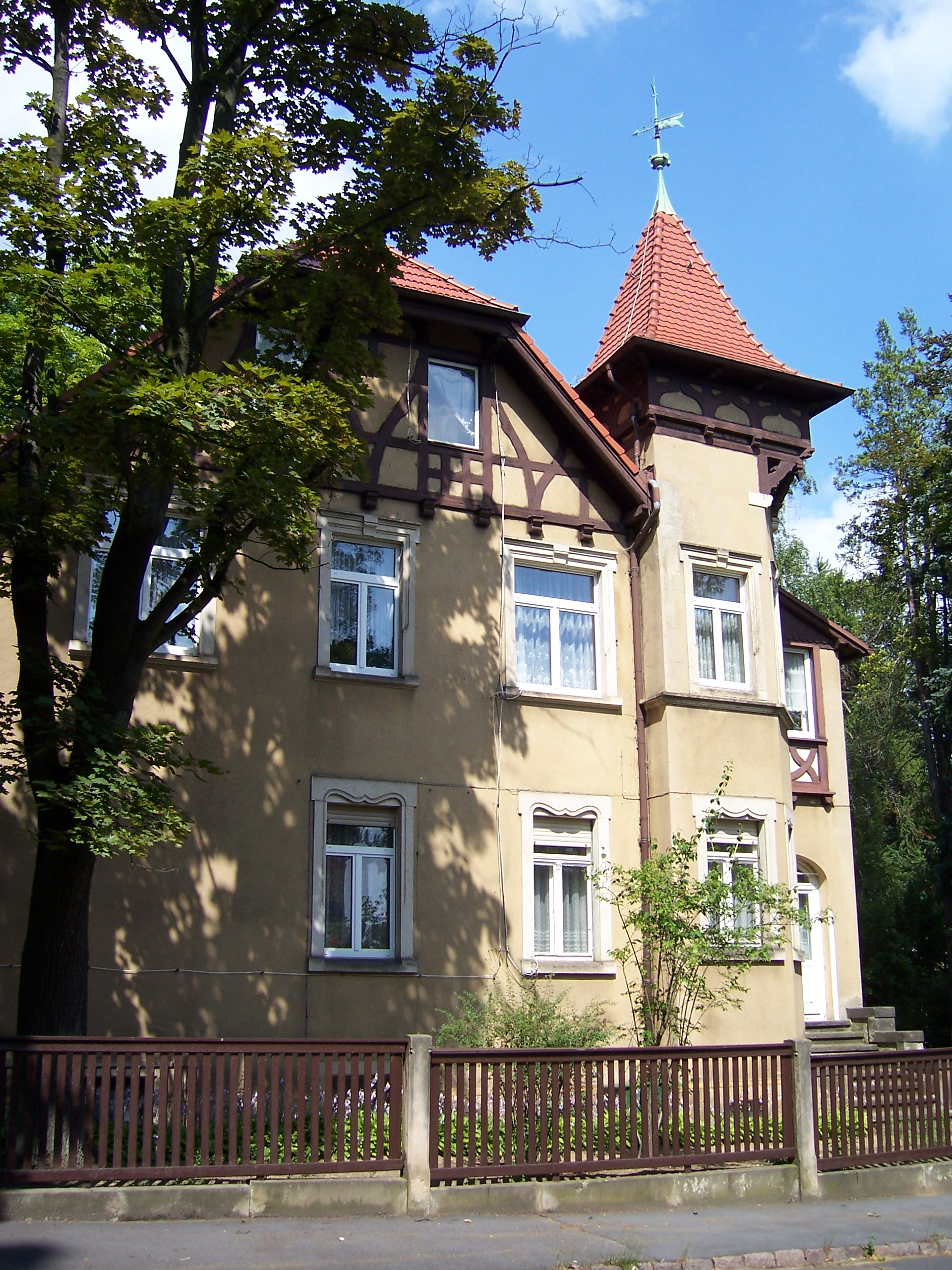
Villa Baldur la Klotzsche, Dresda

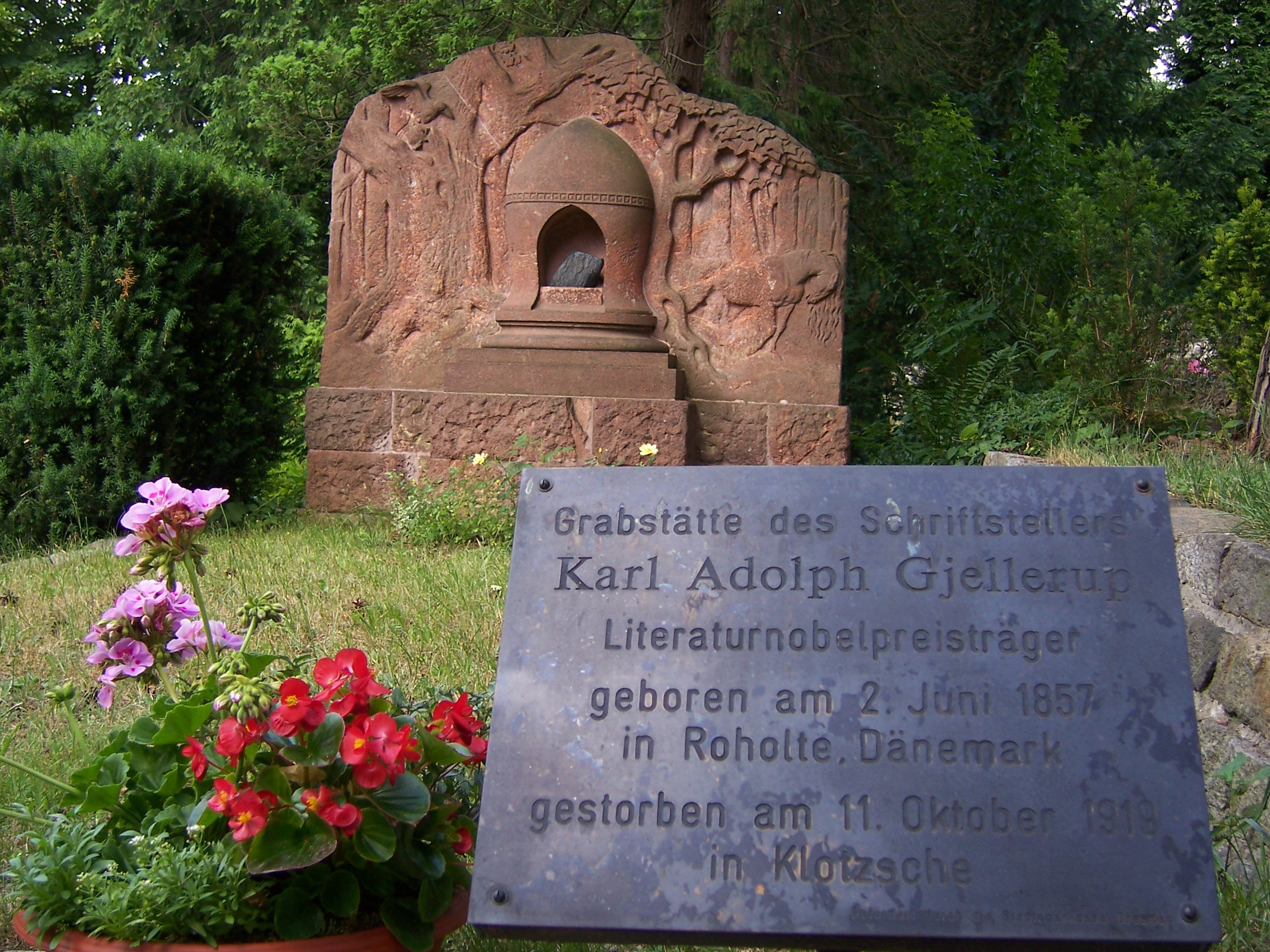

Karl Gjellerup s-a născut în 1857 la Roholte. Deși student în teologie, în climatul spiritual de liberalism instaurat de mișcarea de renaștere intelectuală denumită Det Moderne Gennembrud și sub influența marelui critic danez Georg Brandes și a romancierului Schandorph, trece la o opoziție deschisă față de creștinism. Din această perioadă datează primele sale romane: Un idealist, Tânăra Danemarcă și Antigonas  (a cărui acțiune se desfășoară în Grecia secolului al II-lea). Totodată, sub înrâurirea teoriilor darwiniene, își afirmă opiniile deterministe în teza sa Ereditatea și morala.
La întoarcerea dintr-o lungă călătorie în Germania, Grecia și Rusia, moment care marchează ruptura sa cu Brandes, se orientează spre un idealism de inspirație germană. Dramele sale poetice, dintre care și Brynhild, poartă amprenta influenței lui Schiller, iar, în ceea ce privește stilul savant, pe cea a lui Swinburne. Romanele sale aparținând aceleași perioade, și în special Romulus, sunt tributare romancierilor ruși, cu precădere lui Turgheniev.
În 1892 se stabilește în Germania prin căsătorie și, sub neta înrâurire a lui Schopenhauer, publică atunci romanele Minna și Moara, ultimul fiind considerat capodopera sa.
Câțiva  ani mai târziu evoluează din nou, cufundându-se în studiul religiilor hinduse. Experiența budismului se oglindește printre altele, în romanul exotic Pelerinul Kamanita. 
Ultimele sale romane marchează o revenire spre creștinism și mărturisesc adâncirea desprinderii sale de realitățile pământului natal. 
La doi ani după primirea Premiului Nobel, în 1919, moare la Klotzsche, lângă Dresda.